# Смит, Кевин (новозеландский актёр)
Кевин Тод Смит (англ. Kevin Tod Smith, 16 марта 1963 — 15 февраля 2002) — новозеландский актёр, наиболее известный по роли бога войны Ареса в телесериалах «Удивительные странствия Геракла» и «Зена — королева воинов».

## Биография
Кевин Тод Смит родился 16 марта 1963 года в Окленде. Его мать была родом с Тонга, а отец новозеландцем. Когда ему было одиннадцать лет его семья переехала на Южный остров в город Тимару. Там с 1976 по 1979 год Смит посещал Среднюю школу для мальчиков. Там он заинтересовался драмой, в 1979 году записался в драматический кружок. В возрасте 17 лет он переехал в город Крайстчерч, где три года был простым рабочим, прежде чем поступил в городской университет.
В 1986 году Смит женился на возлюбленной детства Сью, которая родила ему троих сыновей: Оскара, Тайрона и Уилларда.
В кино Смит попал случайно: в 1987 году он получил сотрясение мозга во время игры в регби и был вынужден некоторое время проводить дома. В это время его жена увидела объявление о пробах в мюзикл о жизни Элвиса Пресли и записала мужа. Смит получил роль телохранителя, а также был основным дублёром. Через год он нашёл работу в местном театре, где и реализовывал свои актёрские способности в течение последующих трёх лет.
В 1989 году он получил роль в новозеландской мыльной опере «Глянец» и переехал в Окленд для съёмок. В 1993 году он появился на большом экране в фильме «Отчаянные меры», а позже в течение двух сезонов снимался в драматическом телесериале «Бухта Марлина». За эту роль в 1995 году он получил «Новозеландскую телевизионную и кино премию», как «Лучший актёр второго плана». С 1995 года он был исполнителем роли Ареса в телесериале «Зена — королева воинов». Позже его герой стал одним из основных персонажей и в телесериале «Удивительные странствия Геракла». В то же время Кевин продолжал играть и в театре.
6 февраля 2002 года во время съёмок фильма «Доблестные воины 2: Возвращение в Тао» в Китае Смит получил серьёзную травму головы после падения на Центральной китайской киностудии. Сначала он был доставлен в местную больницу, а затем перевезён в Пекин. Там он впал в кому и через десять дней, 15 февраля, умер не приходя в сознание.

## Избранная фильмография
- Зена — королева воинов (1995—2001) — Арес
- Дочери МакЛеода (1996) — Роб Морган
- Молодость Геракла (1998) — Арес
- Удивительные странствия Геракла (1995—1999) — Арес
- Отчаянные меры (1993) — Лоуренс Хэйз
- Вне закона (1999) — Джон Лоулесс
- Вне закона: Смертельная улика (2000) — Джон Лоулесс
- Вне закона: Правосудие бессильно (2000) — Джон Лоулесс
- Доблестные воины 2: Возвращение в Тао (2002) — Догон
- Боги речного мира (2003) — Вальдемар